# Soulcalibur IV
Soulcalibur IV (ソウルキャリバーIV?, Sourukyaribā Fō) è il quinto capitolo della fortunata serie di picchiaduro ideata da Namco ed è stato pubblicato in contemporanea mondiale il 31 luglio 2008 su Xbox 360 e PlayStation 3, ad eccezione del Regno Unito e della Nuova Zelanda, nei quali è stato pubblicato il giorno seguente.

## Trama
Siegfried, guidato dalla potente Soul Calibur e dalla sua sete di giustizia, ha raggiunto il perfido Nightmare, ultima incarnazione della Soul Edge, nella città di Ostrheinsburg, dove il cavaliere senza vita si è rintanato in attesa di nuovi avversari da sfidare. Ma, durante la reincarnazione di Soul Calibur e Soul Edge, qualcos'altro si è svegliato.
La battaglia tra le due spade arriva alla fase finale con la resurrezione dei due personaggi che le hanno create molto tempo addietro.

## Modalità di gioco
Il gioco ripropone per il single player una modalità battezzata Torre delle anime durante la quale il giocatore può utilizzare più personaggi interscambiabili e raccogliere oggetti da apposite casse soddisfando particolari condizioni. Si possono utilizzare sia i personaggi del gioco che quelli creati con l'editor. La torre è composta da 60 livelli impostati con difficoltà crescente. Oltre alla scalata della torre è prevista una discesa in cui affrontare il numero di livelli scalati in successione, utilizzando due personaggi.

Scena di combattimento

### Soul gauge, Armour break & Critical finish move
Il gioco, oltre a presentare la classica barra dell'energia del personaggio, ne presenta una seconda denominata Soul Gauge. Questa si decrementa stando in parata e si incrementa attaccando; nel momento in cui si esaurisce, al personaggio si rompe parte dell'armatura che lo lascerà così più vulnerabile agli attacchi del nemico (Armour break). L'armatura è divisa "ideologicamente" in tre parti e sul lato dello schermo ci saranno tre quadrati verdi che ne indicano la condizione (parte alta, media e bassa) e le animazioni dell'Armour break disponibili per ogni personaggio variano sia in base al costume che alla parte dell'armatura colpita.
Se il personaggio si vedrà azzerare la barra Soul gauge una seconda volta lascerà il fianco scoperto al proprio avversario il quale avrà così una breve frazione di tempo a disposizione che dovrà sfruttare per eseguire una Critical finish move ovvero una mossa speciale che permette l'uccisione istantanea dell'avversario; la si esegue premendo i quattro tasti frontali del joypad. Ogni personaggio avrà la propria Critical finish move personale.
La Namco ha dichiarato di aver adottato questo stile per rendere la metodologia di gioco maggiormente offensiva.

### Editor di personaggi
Il gioco ripropone l'editor di personaggi già visto in Soulcalibur III in versione riveduta e ampliata(a parte nella scelta degli stili di combattimento: In questo capitolo sono disponibili solo gli stili dei personaggi principali). Queste sono alcune delle nuove caratteristiche:
- I personaggi hanno 20 parti del corpo modificabili, compresi fisico e muscoli
- La scelta dell'abbigliamento non è semplicemente imputabile ad un fattore estetico ma influenza anche il gameplay in quanto ogni oggetto ha caratteristiche che possono essere maggiormente difensive o offensive.
- Ci sono a disposizione ben 50 blocchi per i propri personaggi.

### Online
Questo è stato il primo capitolo della serie ad avere il gioco online. Le modalità sono due: la Standard Vs che consente un normale scontro online e la Special Vs che consente uno scontro online con i personaggi creati con l'editor. Purtroppo sono stati lamentati dai giocatori problemi di lag che intaccano pesantemente l'esperienza online.

### Modalità Arcade
Come di consueto nei Picchiaduro, anche in questo titolo è presente una modalità Arcade in cui affrontare una serie di avversari con l'obiettivo di fare il tempo migliore e il punteggio maggiore. In questa modalità gli equipaggiamenti e gli abiti non hanno alcun effetto. Gli scontri sono 8, Alcuni sono preimpostati (come lo scontro finale con Algol e la "semifinale" con Starkiller), altri completamente casuali o basati sul personaggio usato (Es.:Se usate Rock nell'ottanta percento dei casi al quarto combattimento affronterete Astaroth). La modalità non presenta settaggi di alcun genere.

## Altre caratteristiche

### Abilità della Forza
Come personaggi Extra di questo quarto capitolo ci sono Yoda, Dart Fener e Starkiller ("Apprendista" in Soul Calibur) di Star Wars; essi in combattimento possono eseguire mosse che sfruttano i poteri della Forza ma consumano un'apposita barra aggiuntiva la quale, una volta esaurita, farà sì che suddette mosse inizieranno ad assorbire direttamente l'energia del personaggio. La barra si ricarica colpendo l'avversario con le mosse che non usufruiscono del potere della Forza e con il semplice passare del tempo.

Al gioco sono state aggiunte delle animazioni tra cui quelle al Time's up: quando il tempo scade si vede un'animazione non solo del lottatore perdente ma anche di quello vincente.

## Personaggi
Namco Bandai per quest'occasione ha messo insieme un misto di personaggi vecchi e nuovi. Alcuni possono essere utilizzati sin dall'inizio del gioco, altri dovranno essere acquistati con i Gold ottenuti nella modalità Storia, nella modalità Arcade e nella modalità Torre delle anime. Come già citato come extra sono stati annunciati anche due personaggi della saga di Star Wars esclusivi per le due piattaforme di pubblicazione del gioco; si tratta di Yoda e Dart Fener: il primo è disponibile solo per la versione Xbox 360 mentre il secondo solo per la versione PlayStation 3; indipendentemente dalla versione posseduta l'altro dei due personaggi in questione è scaricabile a pagamento (3,99 Euro) dai rispettivi servizi online delle due console.
Personaggi giocabili:
- Astaroth
Ashlotte (autore Oh! Great)
- Cassandra
- Ivy
- Kilik
- Maxi
- Mitsurugi
- Nightmare
Kamikirimusi (autore Hirokazu Hisayuki)
- Raphael
- Siegfried
- Taki
- Tira
- Voldo
- Xianghua

Da acquistare con la valuta del gioco:
- Amy
Scheherazade (autore Yutaka Izubuchi)
- Cervantes
Shura (autore Hiroya Oku)
- Lizardman
- Rock
- Setsuka
- Seong Mi-na
Angol Fear (autore Mine Yoshizaki)
- Sophitia
- Talim
- Yoshimitsu
- Yun-Seong
- Zasalamel

- Algol [2]
- Hildegard von Krone

Crossover con l'universo Star Wars
- Dart Fener [3]
- Starkiller (alias L'apprendista)[4]
- Yoda [5]

Stage: star destroyer
 Nota bene: I personaggi senza ● sono bonus characters, cloni nella giocabilità del relativo personaggio soprastante, ma reinterpretati tutti al femminile da un artista mangaka.

## Edizioni
Sia il gioco base che l'edizione limitata, sono pubblicati con due diverse copertine tematiche a seconda della console: 
- Xbox 360: (Lato Chiaro) bianca con sfumatura azzurra e la Soul Calibur, con i personaggi: Yoda, Hildegard e Siegfried.
- PlayStation 3: (Lato Oscuro) nera con sfumatura rossa e la Soul Blade, con i personaggi: Dart Fener, Ivy e Nightmare.

Il gioco, oltre alla versione base, è stato pubblicato in un'edizione speciale dal prezzo più alto consistente in una scatola di metallo contenente insieme al gioco anche una card con un codice per scaricare contenuti extra per l'editor (non disponibili su nessuno store online), un artobook e una t-shirt taglia XL raffigurante la copertina del gioco. La limited edition è uscita sul solo suolo americano ma è region free anche su Xbox 360 (su PlayStation 3 lo sono tutti i giochi "di serie") ed è pure multilingua rendendone più facile l'importazione.
In anticipo all'uscita del gioco stesso è stato distribuito un bonus disc in formato DVD contenente trailer, biografie, wallpaper e altro ancora.

## Accoglienza
| Testata                        | Versione | Giudizio |
| ------------------------------ | -------- | -------- |
| Metacritic (media al 10/09/22) | Xbox 360 | 85/100   |
| Metacritic (media al 10/09/22) | PS3      | 85/100   |
| GameSpy                        | Xbox 360 | 90/100   |
| Play Generation                | PS3      | 92/100   |

La rivista Play Generation lo classificò come il quinto miglior gioco picchiaduro del 2008. La stessa testata diede alla versione per PlayStation 3 un punteggio di 92/100, trovandolo un picchiaduro straordinario, ricco ed estremamente galvanizzante, che avrebbe "stregato" anche i non amanti del genere.

## Sequel
Katsuhiro Harada, di Namco Bandai, confermò che un nuovo Soulcalibur era in sviluppo e sarebbe stato disponibile su console nel 2012. Questi poi si è rivelato Soulcalibur V uscito sempre su PlayStation 3 e Xbox 360.